# Wiwaxia
Wiwaxia – rodzaj wymarłego wodnego zwierzęcia o miękkim, pokrytym łuskami ciele. Skamieniałości jego przedstawicieli znane są z północnoamerykańskiej formacji typu Lagerstätte zwanej łupkami z Burgess, datowanej na wczesny i środkowy kambr, a także formacji w Chinach, Australii i Czechach. Długość Wiwaxia wynosi od 3,4 mm do około 50 mm. Precyzyjne ustalenie pozycji systematycznej tego taksonu jest przedmiotem długotrwałych sporów wśród paleontologów. Liczne i dobrze zachowane skamieniałości pozwoliły jednak na dokładne zbadanie morfologii zwierzęcia.

## Historia odkryć
Wiwaxia była pierwotnie opisana przez George'a Fredericka Matthew w 1899 roku na podstawie pojedynczego kolca znalezionego wcześniej w Ogygopsis Shale i zaklasyfikowana do typu Hyolitha. Kolejne okazy zostały znalezione w 1911 roku przez paleontologa Charlesa Walcotta w trakcie jednej z wypraw do przełęczy Burgessa w kanadyjskich Górach Skalistych. Walcott zaliczył Wiwaxia do gromady wieloszczetów.
W 1966 i 1967 zespół prowadzony przez Harry'ego Whittingtona ponownie odwiedził Burgess Pass i znalazł tak dużą liczbę skamieniałości, że ich dokładna analiza zajęła mu kilka lat. Skamieniałości Wiwaxia były jednymi z najtrudniejszych do przebadania. Ostatecznie w 1985 Simon Conway Morris, dawniej członek zespołu Whittingtona, opublikował szczegółowy opis, w którym stwierdził, że Wiwaxia nie była wieloszczetem. Aż do 1991 wszystkie znane osobniki opisywanego rodzaju pochodziły z łupków z Burgess, kiedy fragmentaryczne skamieniałości odnaleziono w Georgina Basin w Australii. W 1994 roku Zhao i współpracownicy opisali gatunek Wiwaxia taijiangensis (może być on synonimiczny dla W. corrugata, jednak różni się od niego budową i zdobieniem sklerytów), a w 2014 roku z osadów formacji Hongjingshao w Kunmingu opisano trzeci gatunek – W. foliosa. Ponadto w 2004 doniesiono o odnalezieniu na jednym stanowisku szczątków mogących należeć do dwóch kolejnych gatunków.
Nazwa Wiwaxia corrugata pochodzi od słowa „Wiwaxy” z języka miejscowych Indian, oznaczającego wietrzny, oraz łacińskiego corrugatus (pofałdowany).

## Paleobiogeografia
Względnie dobrze zachowane i kompletne skamieniałości zostały odnalezione w łupkach z Burgess, a fragmentaryczne pozostałości w nieco młodszych i starszych od nich osadach formacji Kaili i Tsinghsutung w Chinach i australijskiego Georgina Basin. Kompletne okazy pochodzą niemal wyłącznie z Burgess, w pozostałych lokalizacjach ograniczają się do izolowanych sklerytów, ale nieliczne kompletne skamieniałości pochodzą też z formacji Kaili i Hongjingshao. W 2009 roku opisano siedem izolowanych sklerytów odkrytych w formacji Buchava, w okolicy miejscowości Skryje w Czechach. Skamieniałości te niewiele różnią się od tych należących do Wiwaxia corrugata. Okazy pochodzące z Tsinghsutung są prawdopodobnie blisko spokrewnione z formami z Kaili. Wiek tych osadów datowany jest na środkowy kambr (525–520 mln lat temu), a łupków z Burgess na 505 mln lat. Dowodzi to, że Wiwaxia i inni przedstawiciele fauny łupków z Burgess żyli przez geologicznie długi okres i byli szeroko rozprzestrzenieni.

## Budowa

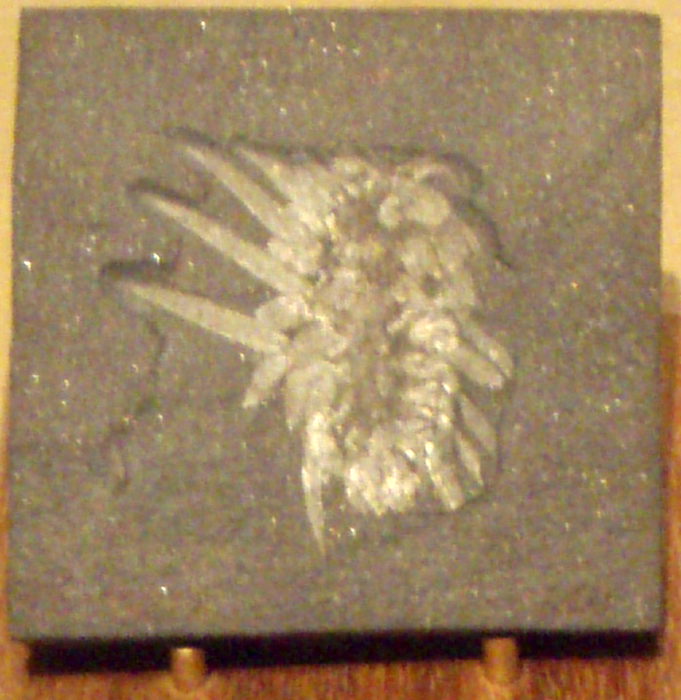
Skamieniałość Wiwaxia (Royal Ontario Museum, Toronto)

Koncentracja skamieniałości w łupkach z Burgess przyczyniła się do odkrycia co najmniej 138 kompletnych okazów (łącznie z mniej kompletnymi, znanych jest co najmniej 476 okazów).
Najbardziej kompletne szczątki można podzielić pod względem wielkości na dwie grupy: o długości od 2 do 5 cm, o których sądzi się, że były to dorosłe zwierzęta, oraz mierzące pomiędzy 3,4 mm a 1,5 cm, które uważa się za młode. Ocenienie ich wysokości jest trudne, gdyż po śmierci uległy one kompresji. Osobnik o długości 3,4 mm mógł osiągać około 1 cm wysokości, wliczając w to kolce na grzbiecie. Wydaje się, że stosunek wysokości do długości nie zmieniał się wraz ze wzrostem zwierzęcia.
Wiwaxia była pokryta małymi, żeberkowanymi płytkami, zwanymi sklerytami, leżącymi płasko na ciele, tak że płytki położone z tyłu zachodziły na leżące przed nimi i tworzyły pięć głównych stref – najwyższą, z 8–9 rzędami sklerytów; górną, z 11–12; dolną, z 8 rzędami i najniższą, składającą się z 12–17 rzędów. Większość sklerytów była okrągła, jednak te znajdujące się najbliżej dna kształtem przypominały półksiężyc i tworzyły pojedynczy rząd zaginających się ku dołowi. Od przodu zwierzęcia ku tyłowi biegły również dwa rzędy sterczących żeberkowanych kolców – po jednym po obu stronach grzbietu. Osobniki mierzące od 11 do 52 mm miały podobną liczbę sklerytów tuż nad stopą. Liczba kolców zdaje się być jednak zależna od wielkości zwierzęcia i wynosi do 12 po jednej stronie. U znalezionych osobników rozmieszczenie kolców jest asymetryczne i jest prawdopodobnie u Wiwaxia stanem naturalnym, a nie wynikiem uszkodzeń po śmierci zwierzęcia. Chociaż środkowe kolce były przeważnie najdłuższe, dochodząc do 5 cm, kilka osobników miało krótsze – możliwe, że były właśnie wymieniane w okresie wzrostu, z czym jednak nie zgodził się Smith (2014), który po zbadaniu kilkuset okazów stwierdził, że Wiwaxia nie przechodziła linienia, a jej skleryty rozwijały się stopniowo. U najmniejszych osobników mogły nie występować długie kolce grzbietowe – prawdopodobnie szybciej wzrastały one u większych młodocianych Wiwaxia, a wolniej u dorosłych.
Każdy skleryt był osadzony w ciele osobno; nasady sklerytów dochodziły do 40% długości całego zwierzęcia, podczas gdy nasady kolców do nieco ponad 25%. Wszystkie były osadzone w pochewkach w skórze, podobnie jak mieszki włosowe u ssaków. Nasady sklerytów były znacznie dłuższe od samych sklerytów, a kolce miały nasady niemal równie szerokie jak ich podstawy – oba typy były zbudowane z miękkiej tkanki. Skleryty i kolce nie uległy mineralizacji, a postrzępiony wygląd niektórych złamanych sklerytów wskazuje na ich włóknistą strukturę. Stan zachowania sugeruje, że nie były one chitynowe, tak jak egzoszkielety owadów. Przypuszcza się, że składały się one z wygarbowanych białek lub kolagenu, który jest głównym składnikiem chrząstek i ścięgien człowieka. Dopóki skleryty miały nasady, które były prostsze niż twarde części zewnętrzne, trudno jest określić sposób ich wzrostu. Możliwe, że zawierały miękką substancję mogącą powodować utwardzanie pancerza, jednak nie ma na to ostatecznych dowodów. Nicholas Butterfield przebadał kilka sklerytów pod mikroskopami: optycznym i elektronowym skaningowym i doszedł do wniosku, że nie były one wydrążone, a nasady rozdzielały się i rozciągały, tworząc ostre zakończenia, podobnie jak u liści roślin jednoliściennych.

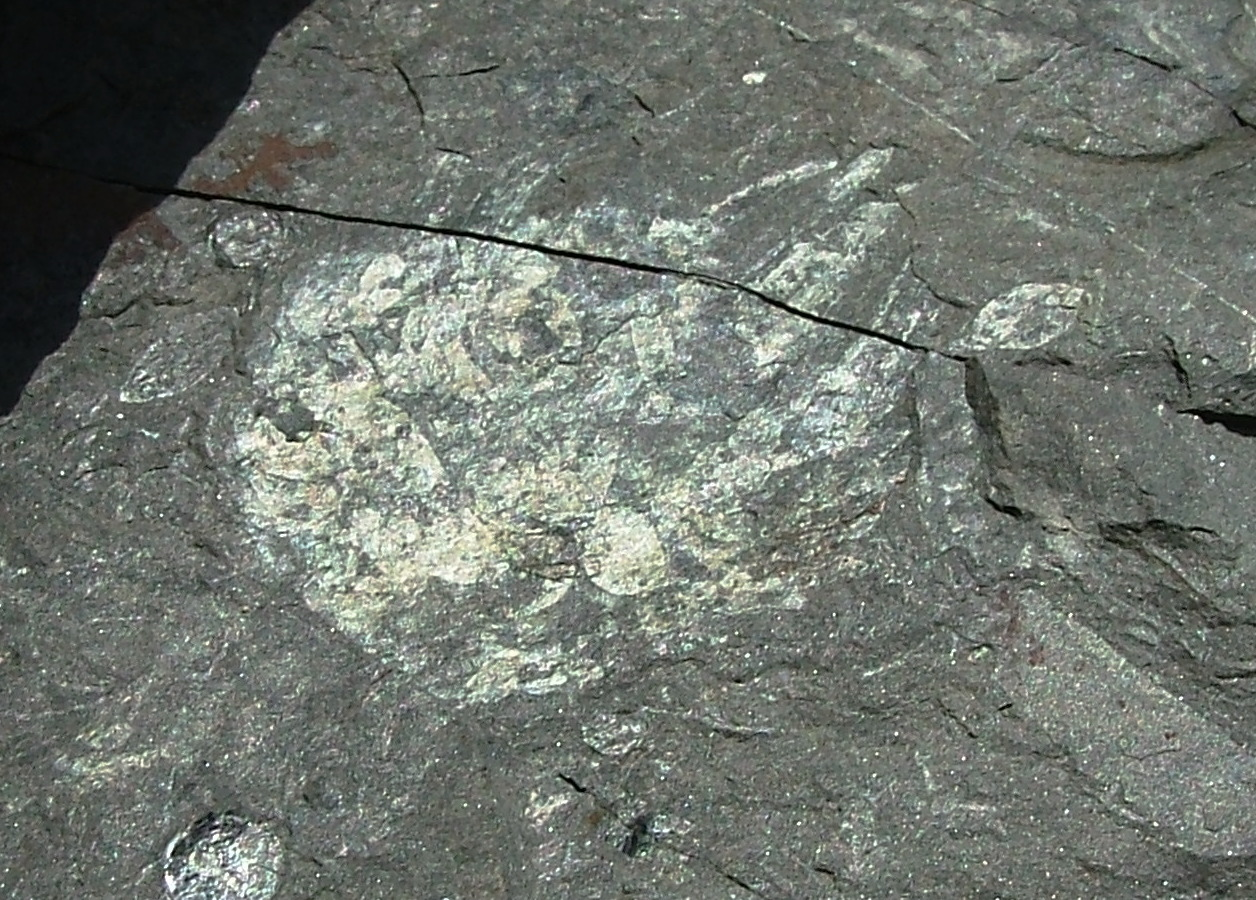
Skamieniałość Wiwaxia corrugata poniżej Walcott Quarry

Spodnia strona Wiwaxia była miękka i nieopancerzona. Budowa wewnętrzna nie jest dobrze poznana, wiadomo jednak, że jelito biegło od początku do końca zwierzęcia. Na jego początku, około 5 mm od przodu zwierzęcia mierzącego około 2,5 cm długości, znajdował się aparat pokarmowy zawierający dwa (u większych osobników trzy) rzędy zakrzywionych ku tyłowi stożkowatych zębów. Aparat ten był wystarczająco twardy, by ulec częściowemu zachowaniu – choć nie mineralizacji – a przy tym całkowicie giętki i chowany, gdy nie był używany. Nawet najmniejsze osobniki miały tego typu aparaty z dwoma rzędami zębów, których liczba była identyczna jak u większych osobników. Niektóre osobniki miały dodatkowo trzeci rząd zębów. Dowodzi to, że nawyki pokarmowe Wiwaxia nie zmieniały się po osiągnięciu dojrzałości. Każdy rząd zębów składał się z jednego zęba środkowego otoczonego przez 6–11 zębów przyśrodkowych. U niektórych okazów po bokach dodatkowo obecnych jest 3–5 zębów bocznych. Aparat pokarmowy mógł służyć jako tarnik do zeskrobywania bakterii z dna morskiego lub do zgrabiania pożywienia znajdującego się na dnie. U niektórych okazów w miejscu jelita odnaleziono szczątki zębów, co dowodzi, że zużyte zęby były połykane. Ich położenie w tylnej części jelita sugeruje, że nie były trawione.
Nie ma dowodów na to, że Wiwaxia miała oczy lub macki, więc prawdopodobnie polegała jedynie na chemicznych zmysłach – smaku i zapachu. Jej system oddechowy również nie jest znany.
Conway Morris opisał szczątki młodocianego osobnika przechodzącego linienie, który nie w pełni zrzucił stary pancerz (występowanie linienia u Wiwaxia zakwestionował jednak później Smith). Nowe kolce zdają się być mniej sztywne niż stare i w mniejszym stopniu rozwinięte. Następnie kolce pod wpływem płynów ustrojowych rosły i twardniały. Wewnętrzna objętość nowego pancerza była o 50–70% większa niż starego. Linienie zdaje się występować nagle, gdyż u dorosłych osobników nie odnaleziono przerw w pancerzu, wskazujących na linienie części pancerza lub poszczególnych sklerytów. Ponieważ podstawy sklerytów były stosunkowo wąskie, a nie ma śladu podziału sklerytów podczas linienia, pobieranie tkanek miękkich ze starych sklerytów prawdopodobnie wymagało tkanek przetworzonych na bardziej płynne formy, tak jak dzieje się to w przypadku szczypców liniejących krabów i homarów. Według Conwaya Morrisa skóra również musiała zostać zrzucona, gdyż odrzucony pancerz zachował się w całości, a nie jako rozproszone skleryty. U młodego osobnika, który zginął podczas przechodzenia wylinki, aparat pokarmowy również zdaje się być zrzucany, ponieważ połowa jednego rzędu zębów jest zakrzywiona ku przodowi.
Długie kolce grzbietowe służyły prawdopodobnie do obrony przed drapieżnikami. Odnalezienie złamanych kolców sugeruje, że Wiwaxia została zaatakowana. Zwierzę to prawdopodobnie pełzało po dnie morza i żywiło się drobinkami, które opadły z wyższych poziomów toni. Nie odnaleziono śladów nóg Wiwaxia, a ponieważ była ona zbyt duża, by poruszać się na rzęskach, przypuszcza się, że przemieszczała się dzięki skurczom mięśni. Młodociane osobniki mogły prawdopodobnie zagrzebywać się w dnie. U jednego z osobników mały ramienionóg, Diraphora bellicostata, zdaje się być przyczepiony do brzusznych sklerytów. Sugeruje to, że dorosłe Wiwaxia nie zagrzebywały się w podłożu ani nie ryły zbytnio dna podczas poruszania się. U dwóch innych osobników odnaleziono Diraphora bellicostata na sklerytach znajdujących się na grzbiecie. Wiwaxia prowadziła prawdopodobnie raczej samotniczy tryb życia.
W okresie eksplozji kambryjskiej pojawiły się pierwsze drapieżniki mające oczy, takie jak stawonogi Anomalocaris i Opabinia, stanowiące zagrożenie dla Wiwaxia. Do obrony przed nimi służyło prawdopodobnie aposematyczne ubarwienie, na co wskazuje obecność siatki dyfrakcyjnej w pancerzu zwierzęcia. Przypominające kolce skleryty służyły do odstraszania napastników – funkcja ta była prawdopodobnie potęgowana zmiennym, opalizującym ubarwieniem sklerytów, zmieniającym się w zależności od kąta padania promieni słonecznych.

## Klasyfikacja

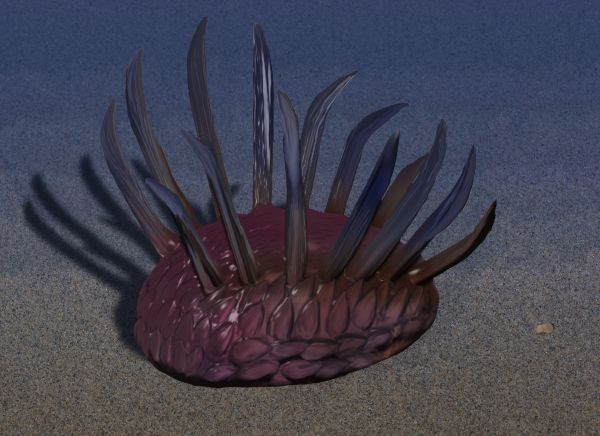
W. corrugata – rekonstrukcja

W kambrze większość współczesnych głównych grup zwierząt zaczęła się różnicować. W rezultacie w wielu liniach ewolucyjnych wykształciły się grupy koronowe oraz ich grupy pnia (ang. stem-groups) – obejmujące wszystkie taksony należące do danej grupy, lecz nie do jej grupy koronowej, czyli niebędące potomkami ostatniego wspólnego przodka współczesnych przedstawicieli grupy. Wciąż nierozstrzygnięta pozostaje kwestia, do której z tych grup powinna zostać zaklasyfikowana Wiwaxia. Kiedy Walcott po raz pierwszy opisał Wiwaxia, uznał ją za pierścienicę z gromady wieloszczetów, a jej skleryty za łuski (elytrae). Intensyfikacja debat skutkowała zwiększeniem ilości proponowanych klasyfikacji – Wiwaxia była włączana do wymarłego typu zwierząt odlegle spokrewnionych z mięczakami; do koronowej grupy wieloszczetów; bazalnych pierścienic, była też uznawana za zwierzę dwubocznie symetryczne o bliżej nieustalonym pokrewieństwie oraz przedstawiciela bazalnej grupy mięczaków lub prymitywnej formy grupy koronowej Mollusca.
W 1985 Simon Conway Morris zgodził się, że Wiwaxia wykazywała podobieństwa do wieloszczetów, lecz uznał, że jej skleryty były odmiennie zbudowane od elytrae pierścienic. Większą wagę przywiązał do podobieństw aparatu żywieniowego Wiwaxia i tarek mięczaków i przypisał Wiwaxia do nowego taksonu Molluscata, obejmującego również mięczaki i hiolity. W 1984 wraz z Bengtsonem zasugerował bliskie pokrewieństwo Wiwaxia z halkierią, które autorzy zaliczyli do rzędu Sachitida. Swoje wnioski Conway Morris powtórzył sześć lat później, kiedy wraz z Peelem opisał pierwszy stosunkowo kompletny okaz halkierii.
Nicholas Butterfield zgodził się, że skleryty nie były zbudowane podobnie jak stosunkowo miękkie i mięsiste elytrae. Ponieważ skleryty były twarde, Butterfield stwierdził, że Wiwaxia nie może należeć do grupy Coeloscleritophora – proponowanego taksonu mającego objąć wszystkie organizmy z wydrążonymi sklerytami – i nie mogła być blisko spokrewniona z halkieriidami, które miały takie właśnie skleryty. Zamiast tego uznał, że były one w wielu aspektach podobne do chitynowych szczecinek obecnych u współczesnych pierścienic, u niektórych form tworzących liściokształtne łuski pokrywające grzbiet. Niektóre współczesne pierścienice także mają wykształcone dłuższe szczecinki, które Walcott i Butterfield uznali za podobne do kolców grzbietowych Wiwaxia.
Butterdield utrzymywał również, że aparat pokarmowy Wiwaxia, zamiast na środku głowy, znajdował się w dwóch częściach po obu stronach głowy – co jest powszechne u wieloszczetów. Butterfield poszedł dalej i zaklasyfikował Wiwaxia jako członka współczesnego rzędu Phyllodocida, uznając, że brak segmentacji ciała Wiwaxia nie jest ku temu przeszkodą, gdyż niektóre współczesne wieloszczety również nie wykazują segmentacji z wyjątkiem okresu wzrostu. Zauważył później, że u Wiwaxia brak niektórych cech wieloszczetów, o których sądził, że z łatwością zachowałyby się w zapisie kopalnym, i uznał Wiwaxia za „pienną” pierścienicę.

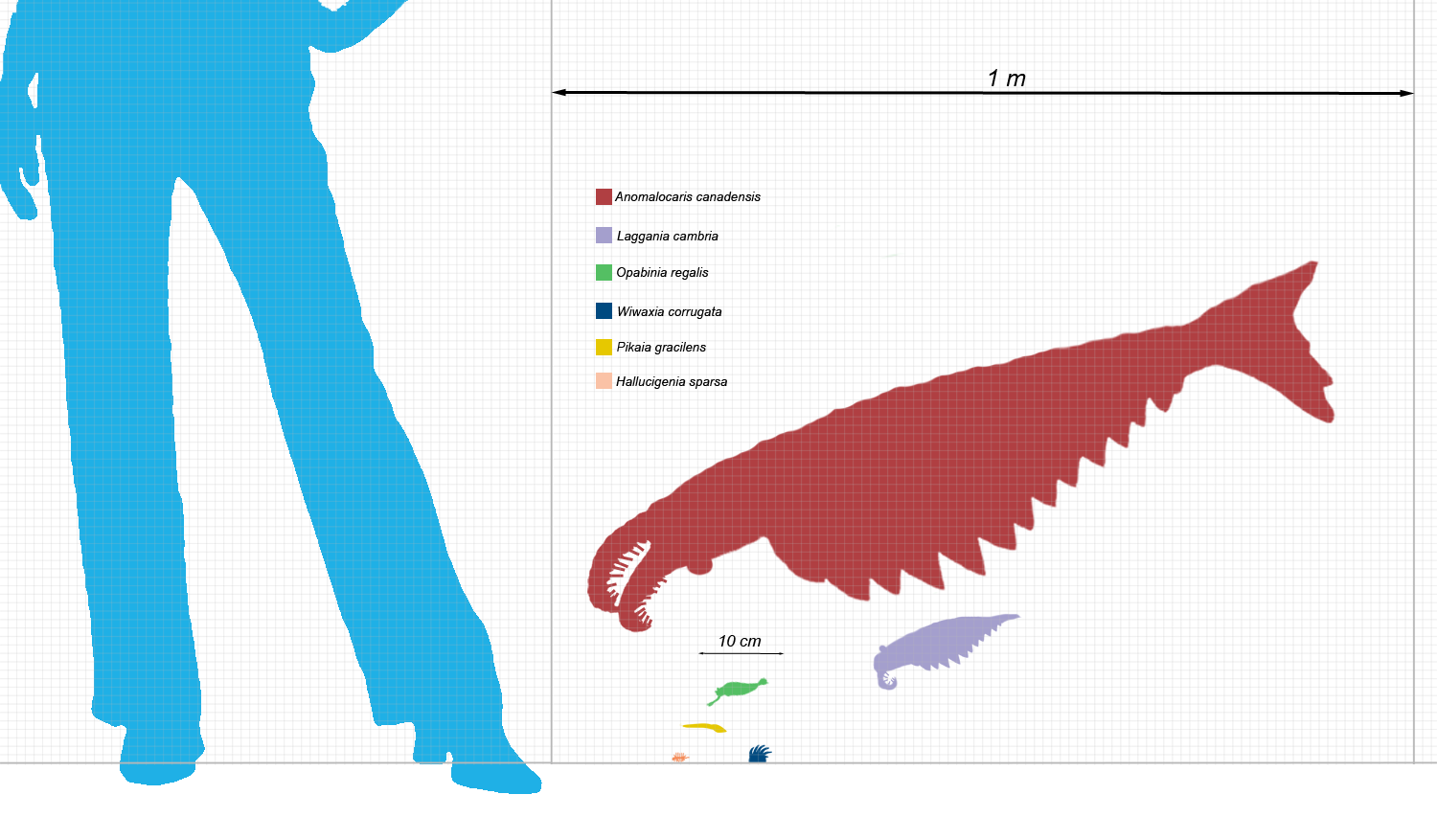
Porównanie wielkości przedstawicieli fauny łupków z Burgess

Kladogram z zaznaczeniem pozycji filogenetycznej Wiwaxia według Conwaya Morrisa i Peela (1995)
|  | \| \| ANNELIDA \| \| \| \| \| \| Canadia \| \| \| \| |
|  |                                                      |
|  | Wiwaxia                                              |
|  |                                                      |
|  | ANNELIDA                                             |
|  |                                                      |
|  | Canadia                                              |
|  |                                                      |

|  | ANNELIDA |
|  |          |
|  | Canadia  |
|  |          |

|  | \| \| ANNELIDA \| \| \| \| \| \| Canadia \| \| \| \| |
|  |                                                      |
|  | Wiwaxia                                              |
|  |                                                      |
|  | ANNELIDA                                             |
|  |                                                      |
|  | Canadia                                              |
|  |                                                      |

|  | ANNELIDA |
|  |          |
|  | Canadia  |
|  |          |

|  | Halkieria evangelista |
|  |                       |
|  | BRACHIOPODA           |
|  |                       |

|  | \| \| ANNELIDA \| \| \| \| \| \| Canadia \| \| \| \| |
|  |                                                      |
|  | Wiwaxia                                              |
|  |                                                      |
|  | ANNELIDA                                             |
|  |                                                      |
|  | Canadia                                              |
|  |                                                      |

|  | ANNELIDA |
|  |          |
|  | Canadia  |
|  |          |

|  | \| \| ANNELIDA \| \| \| \| \| \| Canadia \| \| \| \| |
|  |                                                      |
|  | Wiwaxia                                              |
|  |                                                      |
|  | ANNELIDA                                             |
|  |                                                      |
|  | Canadia                                              |
|  |                                                      |

|  | ANNELIDA |
|  |          |
|  | Canadia  |
|  |          |

|  | Halkieria evangelista |
|  |                       |
|  | BRACHIOPODA           |
|  |                       |

|  | \| \| ANNELIDA \| \| \| \| \| \| Canadia \| \| \| \| |
|  |                                                      |
|  | Wiwaxia                                              |
|  |                                                      |
|  | ANNELIDA                                             |
|  |                                                      |
|  | Canadia                                              |
|  |                                                      |

|  | ANNELIDA |
|  |          |
|  | Canadia  |
|  |          |

|  | \| \| ANNELIDA \| \| \| \| \| \| Canadia \| \| \| \| |
|  |                                                      |
|  | Wiwaxia                                              |
|  |                                                      |
|  | ANNELIDA                                             |
|  |                                                      |
|  | Canadia                                              |
|  |                                                      |

|  | ANNELIDA |
|  |          |
|  | Canadia  |
|  |          |

|  | Halkieria evangelista |
|  |                       |
|  | BRACHIOPODA           |
|  |                       |

|  | \| \| ANNELIDA \| \| \| \| \| \| Canadia \| \| \| \| |
|  |                                                      |
|  | Wiwaxia                                              |
|  |                                                      |
|  | ANNELIDA                                             |
|  |                                                      |
|  | Canadia                                              |
|  |                                                      |

|  | ANNELIDA |
|  |          |
|  | Canadia  |
|  |          |

|  | \| \| ANNELIDA \| \| \| \| \| \| Canadia \| \| \| \| |
|  |                                                      |
|  | Wiwaxia                                              |
|  |                                                      |
|  | ANNELIDA                                             |
|  |                                                      |
|  | Canadia                                              |
|  |                                                      |

|  | ANNELIDA |
|  |          |
|  | Canadia  |
|  |          |

|  | Halkieria evangelista |
|  |                       |
|  | BRACHIOPODA           |
|  |                       |

|  | \| \| ANNELIDA \| \| \| \| \| \| Canadia \| \| \| \| |
|  |                                                      |
|  | Wiwaxia                                              |
|  |                                                      |
|  | ANNELIDA                                             |
|  |                                                      |
|  | Canadia                                              |
|  |                                                      |

|  | ANNELIDA |
|  |          |
|  | Canadia  |
|  |          |

|  | \| \| ANNELIDA \| \| \| \| \| \| Canadia \| \| \| \| |
|  |                                                      |
|  | Wiwaxia                                              |
|  |                                                      |
|  | ANNELIDA                                             |
|  |                                                      |
|  | Canadia                                              |
|  |                                                      |

|  | ANNELIDA |
|  |          |
|  | Canadia  |
|  |          |

|  | Halkieria evangelista |
|  |                       |
|  | BRACHIOPODA           |
|  |                       |

|  | \| \| ANNELIDA \| \| \| \| \| \| Canadia \| \| \| \| |
|  |                                                      |
|  | Wiwaxia                                              |
|  |                                                      |
|  | ANNELIDA                                             |
|  |                                                      |
|  | Canadia                                              |
|  |                                                      |

|  | ANNELIDA |
|  |          |
|  | Canadia  |
|  |          |

|  | \| \| ANNELIDA \| \| \| \| \| \| Canadia \| \| \| \| |
|  |                                                      |
|  | Wiwaxia                                              |
|  |                                                      |
|  | ANNELIDA                                             |
|  |                                                      |
|  | Canadia                                              |
|  |                                                      |

|  | ANNELIDA |
|  |          |
|  | Canadia  |
|  |          |

|  | Halkieria evangelista |
|  |                       |
|  | BRACHIOPODA           |
|  |                       |

|  | \| \| ANNELIDA \| \| \| \| \| \| Canadia \| \| \| \| |
|  |                                                      |
|  | Wiwaxia                                              |
|  |                                                      |
|  | ANNELIDA                                             |
|  |                                                      |
|  | Canadia                                              |
|  |                                                      |

|  | ANNELIDA |
|  |          |
|  | Canadia  |
|  |          |

|  | \| \| ANNELIDA \| \| \| \| \| \| Canadia \| \| \| \| |
|  |                                                      |
|  | Wiwaxia                                              |
|  |                                                      |
|  | ANNELIDA                                             |
|  |                                                      |
|  | Canadia                                              |
|  |                                                      |

|  | ANNELIDA |
|  |          |
|  | Canadia  |
|  |          |

|  | Halkieria evangelista |
|  |                       |
|  | BRACHIOPODA           |
|  |                       |

|  | \| \| ANNELIDA \| \| \| \| \| \| Canadia \| \| \| \| |
|  |                                                      |
|  | Wiwaxia                                              |
|  |                                                      |
|  | ANNELIDA                                             |
|  |                                                      |
|  | Canadia                                              |
|  |                                                      |

|  | ANNELIDA |
|  |          |
|  | Canadia  |
|  |          |

|  | \| \| ANNELIDA \| \| \| \| \| \| Canadia \| \| \| \| |
|  |                                                      |
|  | Wiwaxia                                              |
|  |                                                      |
|  | ANNELIDA                                             |
|  |                                                      |
|  | Canadia                                              |
|  |                                                      |

|  | ANNELIDA |
|  |          |
|  | Canadia  |
|  |          |

|  | Halkieria evangelista |
|  |                       |
|  | BRACHIOPODA           |
|  |                       |

Conway Morris i Peel (1995) w dużej mierze zgodzili się z argumentami Butterfielda i również traktowali Wiwaxia jako „piennego” wieloszczeta. Butterfield poinformował Conwaya Morrisa i Peela o wynikach przeprowadzonej przez niego analizy mikroskopowej, wedle której skleryty Wiwaxia były identyczne jak sety dwóch wieloszczetów, których skamieniałości odnaleziono w łupkach z Burgess – Burgessochaeta i Canadia. Conway Morris i Peel opisali również osobnika Wiwaxia prawdopodobnie mającego niewielką muszlę – przypuszczalnie pozostałość ewolucyjną po przodkach – i spostrzegli, że jedna grupa współczesnych wieloszczetów również ma struktury przypominające szczątkowe muszle. Zwrócili jednak uwagę, że aparat pokarmowy Wiwaxia znacznie bardziej przypominał tarkę występującą u mięczaków. Nie zgodzili się z założeniem, że Wiwaxia była potomkiem halkieriidów, ponieważ ich skleryty były mniejsze i znacznie mniej liczne. Ogłosili, że w 1994 Butterfield odnalazł osobnika Wiwaxia z całkowicie wydrążonymi sklerytami. Conway Morris i Peel zaprezentowali kladogram, według którego:
- wczesne halkieriidy były grupą siostrzaną dla mięczaków,
- halkieriidy odnalezione przez Conwaya Morrisa na Grenlandii w Sirius Passet były grupą siostrzaną dla ramienionogów,
- Wiwaxia stanowiła najbliższą grupę zewnętrzną kladu Annelida + Canadia, a halkieriid Thambetolepis – grupę zewnętrzną kladu (Wiwaxia + (Annelida + Canadia))[27].

Amélie Scheltema i współpracownicy (2003) stwierdzili, że aparat pokarmowy Wiwaxia bardzo przypominał radule niektórych współczesnych bezmuszlowych mięczaków z gromady bezpłytkowców, a skleryty przedstawicieli tej grupy oraz Wiwaxia są bardzo podobne. Doszli do wniosku, że Wiwaxia należała do kladu obejmującego również mięczaki.
Duński zoolog Danny Eibye-Jacobsen w 2004 roku stwierdził, że Wiwaxia nie wykazywała cech, dzięki którym można by ją zaklasyfikować z całą pewnością jako wieloszczeta lub pierścienicę. Zauważył, że sety są cechą występującą zarówno u mięczaków, pierścienic, jak i ramienionogów. Nawet jeśli skleryty Wiwaxia bardzo przypominały te szczecinki – w co Eibye-Jacobsen wątpi – nie dowodzi to, że jej najbliższymi krewnymi były pierścienice. Zauważył również, że znaczne różnice w liczbie sklerytów w różnych strefach ciała Wiwaxia nie odpowiadają żadnemu wzorcowi segmentacji ciała; Eibye-Jacobsen nie uważa, by ta jedna cecha uniemożliwiła zaklasyfikowanie Wiwaxia jako wieloszczeta – w jego opinii Wiwaxia nie wykazywała jednak także innych cech typowych dla wieloszczetów. Stwierdził, że nie ma wystarczających dowodów, by móc zaklasyfikować ją jako prapierścienicę lub pramięczaka, jednak jego zdaniem obiekcje przeciw klasyfikowaniu jej jako prapierścienicy były silniejsze.
Butterfield ponownie włączył się do debaty w 2006 roku i powtórzył argumenty z 1990, uznając Wiwaxia za wczesnego wieloszczeta i dodając, że mimo iż szczecinki występują u przedstawicieli wielu grup bezkręgowców, jedynie u wieloszczetów pokrywają one grzbiet zwierzęcia.
Jean-Bernard Caron i współpracownicy (2006) na podstawie niemal identycznej budowy raduli Wiwaxia i Odontogriphus zasugerowali, że te dwa rodzaje są przedstawicielami wczesnej linii ewolucyjnej niekoronowych mięczaków, prawdopodobnie powstałej w neoproterozoiku. Innymi jej przedstawicielami mogą być Halkieria i ediakarańska Kimberella. Zgodził się z tym Smith (2012, 2014), wskazując osiem cech tarki Wiwaxia, które łączą ją z mięczakami, a także obecność układu trawiennego i „nogi”, podobnej jak u ślimaków.
Z kolei Susannah Porter (2008) w mikrostrukturze sklerytów znalazła poszlaki sugerujące przynależność lub bliskie pokrewieństwo Wiwaxia z grupą Coeloscleritophora (obejmującą tutaj Halkieriidae), odrzucaną przez wielu badaczy. Wskazała jednak na niezmineralizowanie sklerytów Wiwaxia, co uniemożliwia bezpośrednie ich porównanie ze sklerytami przedstawicieli Coeloscleritophora. Smith (2014) w budowie sklerytów Wiwaxia dostrzegł podobieństwo do Halkieriidae, a także do chitonów i bezpłytkowców. Według niego Wiwaxia stanowi dobry przykład tego, jak mógł wyglądać ancestralny przedstawiciel bezmuszlowców, a być może w ogóle mięczaków. Yang i in. (2014) zwrócili uwagę na fakt, że u wszystkich gatunków Wiwaxia występowało osiem poprzecznych rzędów sklerytów, co przypomina ośmiokrotną metamerię obecną u chitonów, bezpłytkowców i jednopłytkowców, co potwierdzałoby przynależność Wiwaxia do mięczaków.

## Paleoekologia

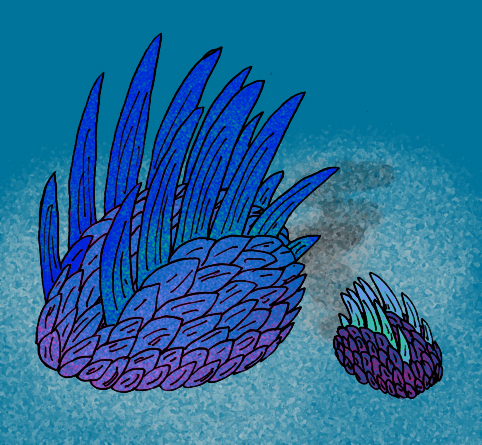
Rekonstrukcja

Najlepiej zachowane i najliczniejsze skamieniałości Wiwaxia pochodzą ze środkowokambryjskich osadów łupków z Burgess. Stanowisko to jest istotne ze względu na liczbę oraz stan zachowania skamieniałości. W większości rodzajów fosylizacji ciało martwego organizmu osiadało na dnie jeziora lub rzeki i powoli pokrywane było osadami. Na terenach formacji łupków z Burgess prądy wodne niekiedy sprawiały, że osady tworzyły lawiny błotne grzebiące znajdujące się na ich trasie zwierzęta. Organizmy ginęły natychmiast, wtedy też w beztlenowym środowisku rozpoczynał się proces fosylizacji.
W skamieniałościach pochodzących z łupków z Burgess częste są szkielety zewnętrzne oraz kończyny, w niektórych zachowują się również mięśnie i zawartość żołądków. Narządy wewnętrzne są szczególnie dobrze zachowane u niezmogowców z rodzaju Ottoia. Tkanki miękkie nie zachowały się jednak u licznych zwierząt, takich jak Scenella, Lingulella, czy Diraphora. Również w przypadku trylobitów jedynie egzoszkielet uległ fosylizacji. Szczątki stawonoga Canadaspis odnajdowane są w klastrach. Wiele skamieniałości z łupków z Burgess wykazuje charakterystyczne ciemne plamy. Dowodzi to występowania w kambrze organizmów o miękkich ciałach – po śmierci takiego organizmu węgiel radioaktywny znajdujący się w tkankach miękkich ulegał przekształcał się w warstwę krzemianów, tworząc plamę na skale.
Do najpospolitszych skamieniałości w łupkach z Burgess należą glony, w szczególności Morania confluens. W jej pobliżu nie odnaleziono skamieniałości innych glonów i niewiele zwierząt, takich jak Burgessochaeta oraz rzadkie osobniki Burgessa i Marrella. Inna znaleziona tam alga to Marpolia spissa – ze względu na delikatniejszą budowę jest ona znacznie rzadsza niż Morania. W pobliżu skamieniałości marpolii odnaleziono szczątki zwierząt z rodzajów Eldonia i Wiwaxia. W bliskości wielu skamieniałych zwierząt nie odnaleziono pozostałości tych alg, co sugeruje heterogeniczność środowiska. Według innej hipotezy, glony te mogły żyć na różnych wysokościach. Największym zwierzęciem i dominującym drapieżnikiem tamtejszych ekosystemów była Anomalocaris – skamieniałości sugerują, że żywiła się ona m.in. trylobitami, mogła również stanowić zagrożenie dla Wiwaxia. Sama Wiwaxia prawdopodobnie żywiła się mikroorganizmami z powierzchni mat mikrobialnych, takimi jak bakterie lub sinice.